# كوزيكس
كوزيكس (بالفرنسية: Couzeix)‏ هي بلدية في مقاطعة فيين العليا في منطقة أقطانية الجديدة غرب فرنسا.